# Districte de Tropojë
El districte de Tropojë (en albanès Rrethi i Tropojës) és un dels 36 districtes que formen Albània, i forma part del comtat de Kukës. La seva capital és Bajram Curri. El 2009 tenia 16.257 habitants i una extensió de 1.043 km². Inclou, entre d'altres, alguns dels següents municipis:
1. Bajram Curri (poble).
2. Bujan.
3. Bytyç.
4. Fierzë.
5. Lekbibaj.
6. Llugaj.
7. Margegaj.
8. Tropojë.